# 25612 Yaoskalucia
25612 Yaoskalucia este un asteroid din centura principală de asteroizi.

## Descriere
25612 Yaoskalucia este un asteroid din centura principală de asteroizi. A fost descoperit pe 3 ianuarie 2000 la Socorro, New Mexico, în cadrul proiectului LINEAR. Asteroidul prezintă o orbită caracterizată de o semiaxă mare de 3,11 ua, o excentricitate de 0,12 și o înclinație de 1,1° în raport cu ecliptica.